# Разма, Юргис
Юргис Разма (лит. Jurgis Razma; род. 14 марта 1958, Žvirblaičiai, Плунгеское районное самоуправление) — литовский физик, политический и государственный деятель, депутат (с 1996) и первый заместитель председателя (2020—2024) Сейма Литовской Республики.

## Биография
Родился 14 марта 1958 года в деревне Жвирблайчяй, Плунгеский район, Литовская ССР, СССР.
В 1976 году окончил местную среднюю школу, а после поступил на физический факультет Вильнюсского университета, который окончил в 1981 году по специальности «физика». После окончания обучения стал работать старшим инженером на родном факультете.
В 1988 году был вступил в партию Союз Отечества — Литовские христианские демократы, став активным участником её деятельности. В 1991 году был назначен советником главы правительства, а затем стал помощником депутата Таутвидаса Лидейкиса. В 1995 году вошёл в состав Вильнюсского городского самоуправления, а на парламентских выборах получил место в Сейме.
13 ноября 2020 года он был назначен первым заместителем председателя Сейма, пробыв на этом посту до 14 ноября 2024 года.